# Tallvik
Tallvik (baai met dennen) is een dorp binnen de Zweedse gemeente Överkalix.
Tallvik ligt op een landtong tussen de Kalixälven en de Ängesån; deze rivieren stromen een kilometer ten zuiden van het dorp samen. Aan de overzijde van de Kalixrivier ligt het dorp Överkalix. De beide dorpen zijn met elkaar verbonden door middel van een brug, de weg uit Tallvik is een van de twee mogelijkheden om in Överkalix te geraken. De rivier Kalix heeft hier een S-bocht. De omgeving is waterrijk, naast de twee genoemde rivieren liggen er tal van grote en kleine meren en natuurlijk de baai (vik) Tallviksavan genoemd; deze baai is door middel van een schoorwal van de rivier gescheiden, op een kleine opening na.
Een kilometer ten noorden van Tallvik ligt Norra Tallvik dat inmiddels groot genoeg is om in de statistieken apart vermeld te worden.

## Verkeer en vervoer
Bij de plaats lopen de E10, Riksväg 98 en Länsväg 392.
Bestuurscentrum: Överkalix (tätort)
Tätort: Vännäsberget · Svartbyn · Tallvik
Småort: Alsån · Boheden · Gyljen · Hedensbyn · Jockfall · Lansjärv · Norra Tallvik · Nybyn
Overig: Grelsbyn · Kälvudden · Lomträsk · Räktjärv · Rödupp